# HMS Bellona (1760)
Pour les autres navires du même nom, voir HMS Bellona.
Le HMS Bellona est un vaisseau de ligne de 3e rang de 74 canons de classe Bellona. Il sert dans la Royal Navy.
Conçu par Thomas Slade, le navire participe à la guerre de Sept Ans, à la guerre d'indépendance des États-Unis et aux guerres napoléoniennes. Il combat notamment à la bataille de Copenhague en 1801.
Le Bellona apparaît dans deux romans des « Aubreyades » de Patrick O'Brian.